# Paul, Apostle of Christ
Paul, Apostle of Christ es una película estadounidense de drama y bíblica escrita y dirigida por Andrew Hyatt. Es protagonizada por James Faulkner como San Pablo y Jim Caviezel (quien interpretó a Jesús en la película de 2004 La Pasión de Cristo) como San Lucas. 
La película cuenta la historia de Pablo, quien fue conocido como un despiadado perseguidor de cristianos antes de su conversión al cristianismo. La trama se centra en él convirtiéndose en una figura esencial en la formación de la temprana Iglesia antes de ser ejecutado por el emperador Nerón en Roma. 
El rodaje comenzó en septiembre de 2017 en Malta. La película fue estrenada el 23 de marzo de 2018 por Sony Pictures.

## Reparto
- James Faulkner como San Pablo.[5]
- Jim Caviezel como San Lucas.[5]
- Olivier Martinez como Mauricio, prefecto de la Cárcel Mamertina.[5]
- Antonia Campbell-Hughes como Irénica, esposa de Mauricio.
- Joanne Whalley como Priscila, compañía de Pablo y esposa de Aquila.[6]
- John Lynch como Aquila, compañía de Pablo y esposo de Priscila.[6]
- Noah Huntley como Publius.
- Yorgos Karamihos como Saulo de Tarso, Pablo antes de su conversión al Cristianismo.[7]
- Alessandro Sperduti como Casio.

## Producción

### Desarrollo
El productor T.J. Berden, reconociendo la emergencia de nuevas plataformas para películas que permitieran al espectador acceder cuando sea  y donde sea, se unió a Hyatt para producir una serie de películas para capitalizar en las nuevas tecnologías. La primera película de la colaboración fue Full of Grace, lanzada en 2016. Paul, Apostle of Christ es la segunda película de la serie.

### Rodaje
De acuerdo a Yorgos Karamihos, el director y los productores necesitaban que los actores fueran "tan auténticos y viscerales como fuera posible para ser reales" en lugar de tomar en consideración las sensibilidades de varios grupos religiosos.
El rodaje fue realizado en Malta. Las Islas de San Pablo en Malta son el lugar en donde Pablo y Lucas naufragaron en su camino a Roma. Gran parte del equipo que trabajó en la película también trabajaron en Juego de Tronos, otra producción rodada en Malta.
Karamihos dijo que eran "de los mejores [en la industria local del cine]." Karamihos encontró a Malta como "uno de los lugares más extraños que he visto en mi vida – está tan bien construido para ser un lugar tan pequeño." Lo describió como "una extraña combinación entre África, Asia, y Europa, uniendo a los tres continentes en el lenguaje, la cultura y la estética."

## Estreno
Paul, Apostle of Christ originalmente sería estrenada el miércoles antes de la Pascua, el 28 de marzo de 2018, por Affirm Films. Sin embargo, en febrero de 2018, la fecha fue cambiada al 23 de marzo de 2018.

## Recepción
En Rotten Tomatoes, la película tiene una calificación de aprobación del 46% basada en 35 reseñas, y una calificación promedio de 5.6/10. El consenso crítico del sitio web indica: "Paul, Apostle of Christ demuestra una interpretación bien intencionada pero difusamente decepcionante de una historia bíblica cuyos destellos de potencial nunca se acercan estar a la altura del material fuente". En Metacritic, la película tiene un puntaje promedio ponderado de 52 de 100, basado en 10 reseñas, que indica "reseñas mixtas o promedio".
Todd McCarthy de The Hollywood Reporter indicó que a la película le faltaba "pasión" y escribió: "La vida del evangelista crucial Paul tiene todo lo necesario para una película poderosa, pero los realizadores escogieron la parte equivocada de su vida para dramatizar en Paul, Apostle of Christ, una versión espeluznante y conjetural de cómo el proselitista muy viajado llegó a producir su relato de difundir la palabra de Jesús en todo el mundo mediterráneo ".